# 內塞伯爾市鎮

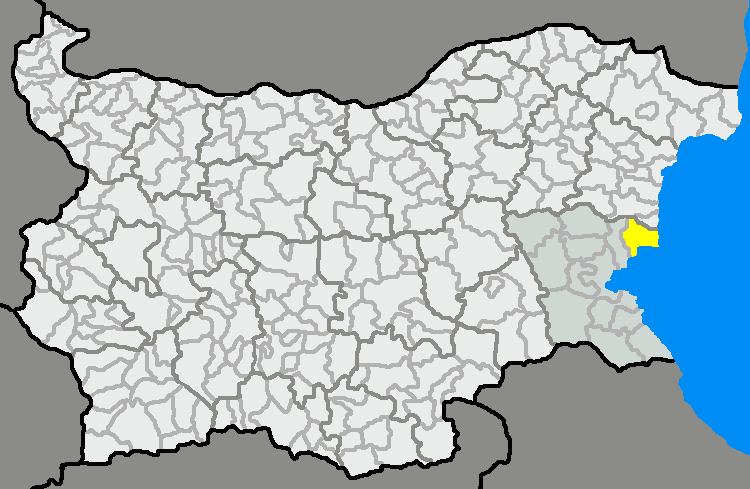

内塞伯爾市，是保加利亞的城鎮，位於該國東南部，由布爾加斯州負責管轄，首府設於内塞伯爾，面積421.9平方公里，2008年人口25,773，人口密度每平方公里61.1人。
42°39′40″N 27°43′6″E / 42.66111°N 27.71833°E